# Halligflieder-Spitzmaus-Rüsselkäfer
Der Halligflieder-Spitzmaus-Rüsselkäfer (Pseudaplemonus limonii), auch als Strandflieder-Spitzmaus-Rüsselkäfer bekannt, ist eine Art aus der Unterfamilie der Apioninae innerhalb der Brentidae.

## Merkmale
Der Käfer ist 2,8 bis 4 Millimeter lang. Er ist metallisch purpurn bis kupferrot gefärbt, manchmal blau oder violett überlaufen. Die Körperoberfläche trägt spärlich weiße, liegende Haare. Der Rüssel ist gerade und gedrungen und in beiden Geschlechtern fast gleich, die kurzen Fühler tragen eine kompakte, dreigliedrige Keule. Der Halsschild ist rechteckig, mit einer Grube vor dem Schildchen. Die Flügeldecken sind an den Seiten bauchig erweitert mit der größten Breite etwa in ihrer Mitte, sie tragen feine Streifen mit breiten Zwischenräumen.

## Lebensweise
Der Halligflieder-Spitzmaus-Rüsselkäfer hat seinen Namen von seiner Wirtspflanze: Gewöhnlicher Strandflieder, auch als Halligflieder bezeichnet. Er kommt wahrscheinlich auch in anderen Limonium-Arten, in südlichen Teilen seines Verbreitungsgebiets wie z. B. Südspanien und Portugal möglicherweise auch an weiteren Arten wie z. B. Frankenia laevis vor. Zur Fortpflanzung nagt der Käfer mit den Mundwerkzeugen eine Nische in den Wurzelhals. In das entstehende Loch legt der Käfer seine Eier, um es daraufhin wieder mit einem Sekret zu verschließen. Die Larve frisst innen im Wurzelhals und im unteren Stängelbereich. Käfer sind von Juni bis Mitte Oktober beobachtet worden.

## Synonyme
- Apion limonii Kirby, 1808[3]

## Vorkommen
Die Art lebt wie ihre Nahrungspflanze an Meeresküsten: Westliches Mittelmeer und Atlantik von Algerien und Marokko über Spanien, Frankreich, England, Belgien, Niederlande bis Deutschland. In Deutschland lebt sie in den Salzwiesen der Nordfriesischen Inseln sowie der Halligen, jedoch nicht in den Salzwiesen der Festlandsküste. Sie fehlt an der Ostsee und in Dänemark. Die Art ist in Deutschland stark gefährdet Rote Liste Kategorie 2. In Schleswig-Holstein, seinem Verbreitungszentrum in Deutschland, gilt er als gefährdet (Kategorie 3).